# عبد العاطي نافع

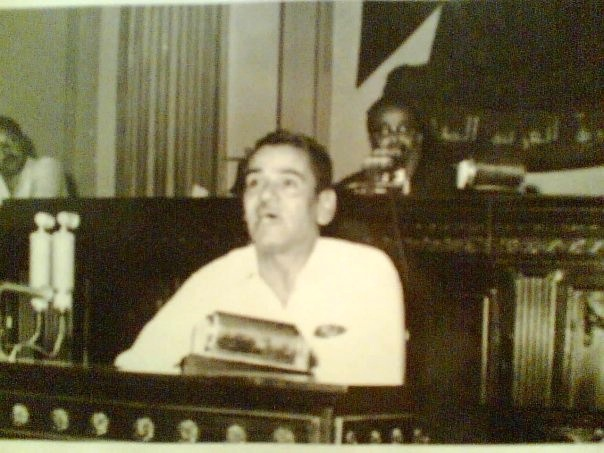
عبد العاطي نافع

عبد العاطي نافع (عبد العاطي محمد إبراهيم نافع) (5 مايو 1922 - 5 أغسطس 1972) (50 عاماً)، عضو مجلس الامة، وامين الاتحاد الاشتراكي عن المطرية، وعضو تنظيم طليعة الاشتراكيين، تم فصله من مجلس الامه في عهد الرئيس السادات بعد احداث 15 يوليو 1971 أو ما يعرف بثورة التصحيح واعتقاله لمدة 6 أشهر بدون محاكمة.
كان عضو خلية سامي شرف بالتنظيم الطليعي 
وعقدت جلسة استثنائية لمجلس الامة يوم 15 مايو تقرر فيها فصل الدكتور لبيب شقير رئيس مجلس الأمة، ووكيلى المجلس كمال الحناوى وعلي السيد وكل من النواب ضياء الدين داود، ومحمد فايق، وصبرى مبدى، وأحمد شهيب، وعبدالهادي ناصف، وعلام عبدالعظيم، وعبد العاطي نافع، وجابر عبدالعزيز، ونبيل نجم، ومحمد البديوي فؤاد، وأحمد كمال الحديدي، وحمدي حراز، أحمد إبراهيم موسى، محمد عبدالمنعم، ومتولي النمرسي